# Yahoo! Messenger
Yahoo! Messenger — клієнт для обміну миттєвими повідомленнями компанії Yahoo!, що використовує власний протокол. Існує для платформ Windows, Mac OS, Linux (Unix). Розповсюджується безкоштовно. Для використання потрібна попередня реєстрація на порталі Yahoo!
Програма призначена для спілкування в режимі реального часу з іншими користувачами Інтернету. Передбачені такі можливості: текстове спілкування, голосове спілкування, зокрема багатокористувацький голосовий чат, відеоконференції, дзвінки на мобільні та стаціонарні телефони, обмін файлами, онлайнові ігри, онлайнові трансляції музики, інтегрований доступ до сервісів порталу Yahoo!